# Percy Brunström
Percy Leif Lennart Brunström, född 15 december 1941 i Karlskrona stadsförsamling, Blekinge län, död 23 mars 2015 i Enskede-Årsta församling, Stockholms län, var partiledare för enmanspartiet Medborgarpartiet och radiopratare i Stockholms närradio. Även extremhögerpartiet Sveriges Socialistiska Arbetarparti som bildades år 1985 leddes av Brunström, och detta parti ska ha haft 31 medlemmar under sin storhetsperiod. Brunström gav också under en kort tid - efter BSS upphörande - ut "BSS-bulletinen".
"Den socialdemokratiska monopolradion" var ett återkommande tema i Brunströms radiosändningar, som består av partiledarens monologer i olika ämnen. 